# Mehmet Pasza Deralla
Mehmet Pasza Deralla też jako: Mehmet Pasza Kallkandeleni (ur. 1847 we wsi Gradec k. Tetowa, zm. 1918 w Podgoricy) – albański polityk i wojskowy, minister wojny w latach 1912-1914.

## Życiorys
Syn działacza narodowego Hasana Deralli. Uczył się w Tetowie i w Skopju. Ukończył Akademię Wojskową i Akademię Sztabu Generalnego w Stambule. Po ukończeniu szkoły rozpoczął służbę w Syrii, następnie w Iraku i w Salonikach. W czasie służby w Salonikach nawiązał współpracę z albańskimi działaczami narodowymi. W 1878 otrzymał awans na generała, w tym samym roku objął dowództwo nad żandarmerią w wilajecie kosowskim. Przyłączył się do Ligi Prizreńskiej, zajmując się organizacją sił zbrojnych Ligi jako doradca ministra obrony Ligi Sulejmana Vokshiego. Po upadku Ligi zdołał się ukryć i nie został aresztowany. W 1899 związał się z Ligą w Peji, kierowaną przez Haxhi Zekę. Po jej upadku został schwytany przez oddziały osmańskie i internowany w Bagdadzie.
W 1908 z internowania uwolniła go amnestia ogłoszona przez władze młodoosmańskie. Od nich też otrzymał propozycję powrotu do służby i do stopnia generalskiego. Odmówił i zaangażował się w działalność albańskiego ruchu narodowego, współpracując z Bedrim Pejanim i Bajramem Curri. W latach 1910–1912 należał do grona organizatorów powstań antyosmańskich. 4 grudnia 1912 otrzymał stanowisko pierwszego w dziejach Albanii ministra wojny w rządzie Ismaila Qemala. Funkcję tę pełnił do 1914. W 1916 został ujęty przez oddziały serbskie i trafił do więzienia w Belgradzie, a następnie w Podgoricy. W więzieniu w Podgoricy został otruty.
W 2011 w Gradecu, rodzinnej wsi Deralli odsłonięto jego popiersie, jego imię nosi także miejscowa szkoła.